# Осман Октай
Осман Ахмед Октай е политик и политически анализатор, роден на 29 август 1952 г. в село Чернолик, Силистренско.
През 1972 г. завършва за фелдшер в Полувисш Медицински Институт в Хасково, 
а впоследствие през 2005 г. завършва „Публична администрация“ във ВСУ „Черноризец Храбър“ гр. Варна.
До 1990 г. работи в сферата на здравеопазването, като завеждащ здравен участък в Силистренското село Бабук.

## Политика
Осман Октай е един от основателите на Движението за права и свободи (ДПС). 
Той се определя като социалдемократ и за свой идол посочва д-р Петър Дертлиев. 
Дълги години Осман Октай е заместник-председател на ДПС и е смятан за дясна ръка на Ахмед Доган.

Народен представител от Силистренски, Благоеврадски и Бургаски избирателни райони в XXXVI, XXXVII, XXXVIII, XXXIX народно събрание на Република България. 
През 2001 г. е отстранен от ръководството на партията поради редица несъгласия с ръководителя ѝ. 

През 1991 г. Осман Октай става член на политическия съвет на Социалдемократическо обединение. 
През 1995 г. става член на политическия съвет на Обединени демократични сили. 
През 2003 г. основава и става председател на Движение демократично крило. 
През 2005 г. става председател на Балканска демократична лига. 
През 2006 г. става председател на Асоциация за регионално икономическо сътрудничество (АРИС).
Чрез решение номер 14 от 04.09.2007, комисията за разкриване на документите и за обявяване на принадлежност на български граждани към Държавна сигурност и разузнавателните служби на Българската народна армия на основание чл. 26, ал. 1, т. 2 и т. 3 от Закона за достъп и разкриване на документите и за обявяване на принадлежност на български граждани към Държавна сигурност и разузнавателните служби на Българската народна армия разкрива Осман Октай като агент на Държавна сигурност под псевдоним „Огнян“. Той е действал като такъв от 29.08.1975 г. до 1983 г.
Осман Октай събеседва в много предавания с политически теми, свързани с ДПС. В едно свое предаване Сашо Диков го анонсира като „Политически Нострадамус“.

## Книги
През 2016 г. издава мемоарната книга със заглавие „Крахът на една илюзия - Истината за ДПС“.
В нея той разказва за създаването на ДПС и за пътя на партията през годините.

В анотацията към книгата Октай отбелязва: ”Тази книга е за трънливия път на надеждата, за изгрева и залеза на една илюзия, представена като красива истина. 
За коварството и лъжата. За паяжината от интриги, променила съдбата на мнозина.” Сред тези мнозина има и много от Кърджали като Яшар Шабан, Бахри Юмер, Мехмед Ходжа.

## Личен Живот
От първия си брак има двама сина Бюлент и Ахсад и три внучки Еда, Мерве и Мелек.
Твърди че не е религиозен, но уважава религията.